# Rosti
Rosti A/S er et dansk plastdesignmærke og var en dansk virksomhed, der fremstillede produkter i plast. Blandt virksomhedens mest populære produkter var Margretheskålen.
Virksomheden blev grundlagt i 1944 af Rolf Fahrenholtz og Stig Jørgensen, og navnet er således en sammentrækning af grundlæggernes fornavne. Efter krigen voksede virksomheden hurtigt, og blev i 1965 omdannet til et aktieselskab. I 1971 blev virksomheden opkøbt af A.P. Møller-Mærsk, der i marts 2010 solgte dele af virksomheden til det svenske firma Nordstjernan AB. og plastdivisonen med Margrethe-skålen til hollandske Mepal. Plastdivisionen blev i 2019 solgt til danske F&H Group A/S.